# ニトミルク国立公園
ニトミルク国立公園（Nitmiluk National Park）は、オーストラリアのノーザンテリトリー、ダーウィンの244km南東に位置する、キャサリン川やエディス滝の渓谷一帯にある。以前はキャサリン渓谷国立公園という名であり、その北端はカカドゥ国立公園と接する。峡谷やその周囲の地形は、ニトミルク国立公園の管理者で先住民のジャオイン人にとって偉大な儀式に重要な場所である。「ニトミルク（Nitmiluk）」は、ジャオイン語で「セミの夢見る場所」を意味する。

## 施設
渓谷は、カヌーや平底船で探索することができる。乾期には、渓谷の川の水位が下がり、分かれる。これらは、雨期になると再びつながる。キャサリンの町の約30km東のキャサリン渓谷に、ビジターセンターが位置する。地質や国立公園の地形、アボリジニの歴史について説明するインフォメーションディスプレイが設置されている。ツアーはこのセンターや町のビジターセンターで予約できる。

## キャサリン渓谷
キャサリン川によって古代の砂岩が削られた深いキャサリン渓谷は、公園の中心的な名所である。キャサリン渓谷は、13の渓谷と早瀬や滝から構成され、カカドゥを水源とするキャサリン川が流れる。4月から10月にかけての乾期の間は、キャサリン渓谷のほとんどの場所で流れが穏やかになり、遊泳やカヌーに適する。川に沿って巣を作るため、川の大部分にはオーストラリアワニがいる可能性があるが、これらは人間には無害である。川の水位がとても高くなる雨期の間、イリエワニは定期的に川に入り、その後乾期の始まる際に、再び低い場所へと戻っていく。従って、雨期には遊泳は禁止されている。様々な長さのクルーズは、第5渓谷まで行く。

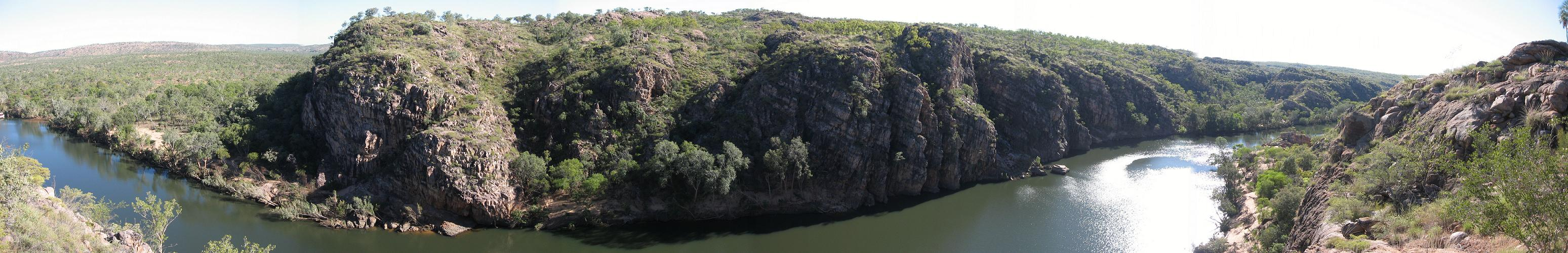
キャサリン渓谷のパノラマ

## ジャトブラ・トレイル
トレイルは、キャサリン渓谷とレリンの間のジャオイン人の旅するルートである。それは、人々のために土地県を確保するのを手伝い、この道を家族と歩いたピーター・ジャトブラと名付けられた。ピーター・ジャトブラの家族は、未だにこの地域に住んでおり、この地域に奉仕している。

## 野生動物
オーストラリアワニは、年中川に広く生息している。雨期の間、水位が上昇し、イリエワニが渓谷に入るのを可能にする（乾期が始まるときに再び低い場所へと戻る）。見ることのできる鳥には、ミサゴ、アカオクロオウム、オオニワシドリ、クチシロミツスイ、ハゴロモインコが含まれる。絶滅危惧種のコキンチョウのためにバードライフ・インターナショナルのように認識されたYinberrie Hills重要鳥地域の一部は、公園内にある。

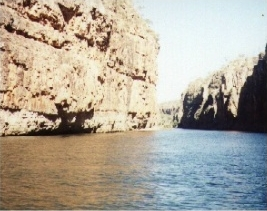
キャサリン渓谷
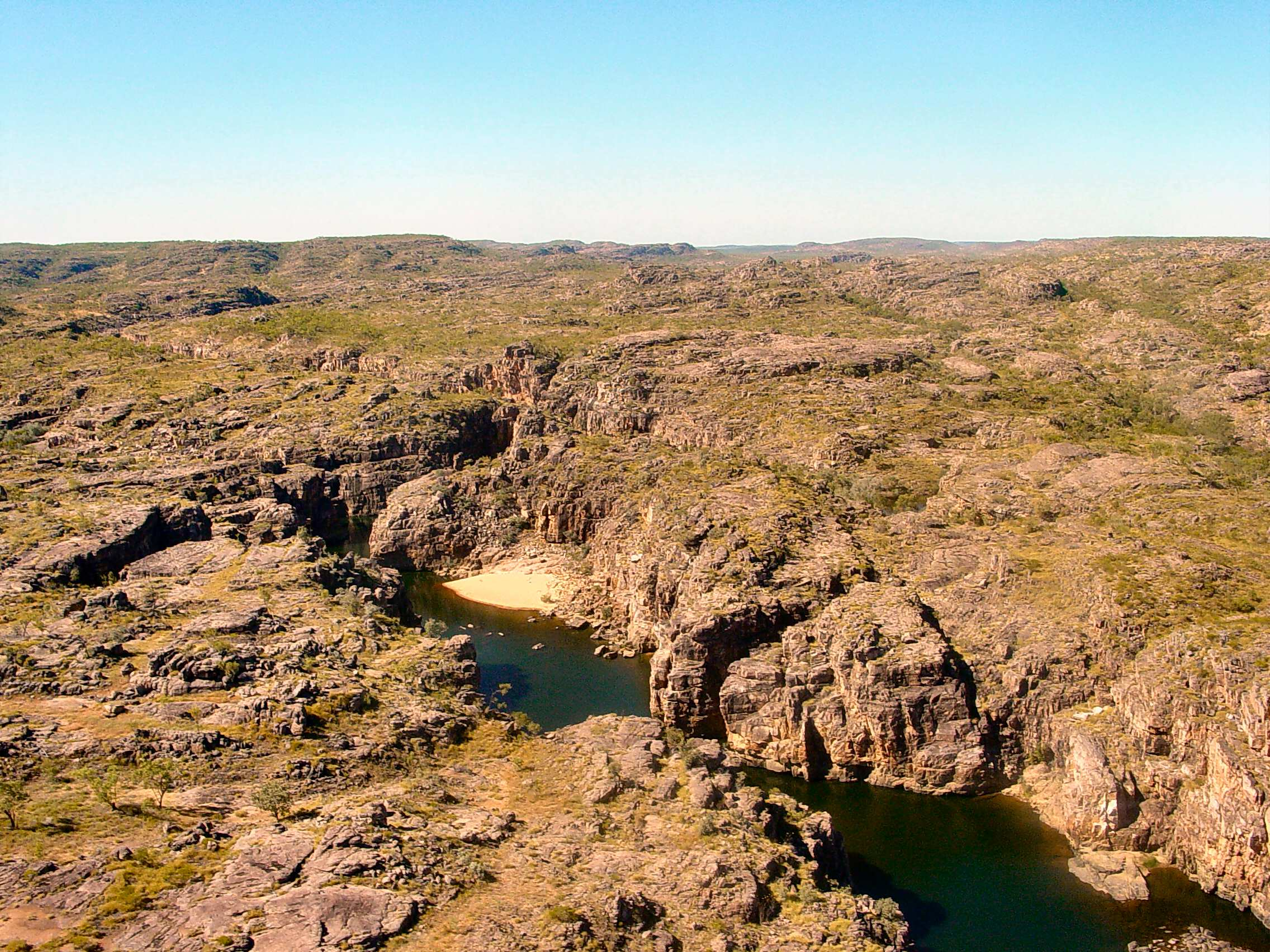
（恐らく）第6渓谷の空撮
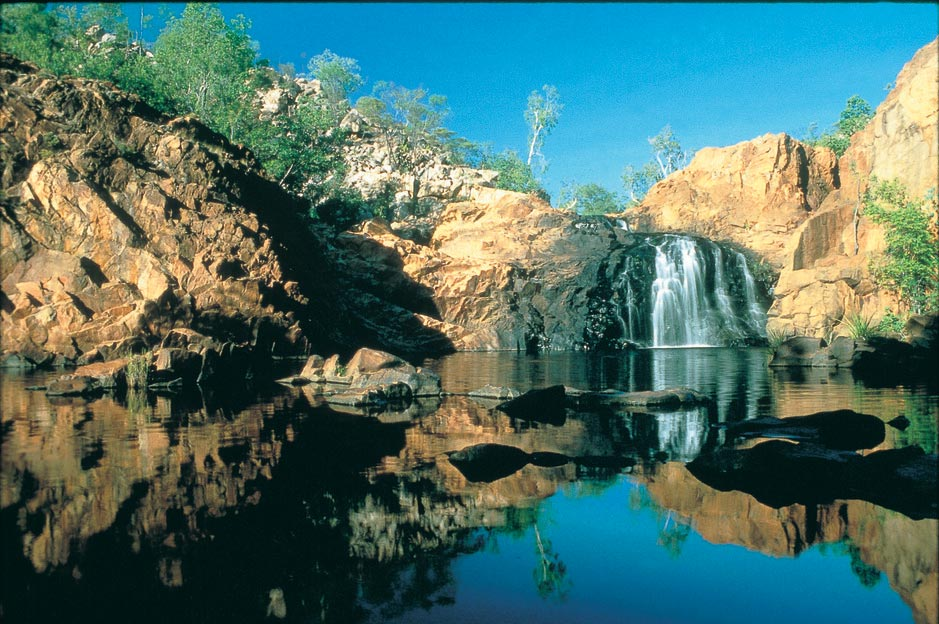
エディス滝